# Festival delle rose 1966

## La manifestazione
Rispetto alle due edizioni precedenti, la terza è caratterizzata dalla massiccia presenza della musica beat e dalla protesta, che è evidente soprattutto in tre canzoni: C'era un ragazzo che come me amava i Beatles e i Rolling Stones (cantata da Gianni Morandi), Mille chitarre contro la guerra (cantata da Carmen Villani) e Brennero '66 (quest'ultima canzone, però, viene presentata durante la rassegna con un altro titolo, Le campane del silenzio, per l'intervento della censura, che voleva evitare il riferimento esplicito agli episodi di terrorismo verificatisi in Sud Tirolo).
Anche la canzone di Mauro Lusini subisce una censura, e gli interpreti devono sostituire la frase "Adesso è morto nel Vietnam"  con "Adesso è morto, ta ta ta ta", sempre per evitare, durante la trasmissione televisiva, ogni riferimento all'attualità.
Rispetto alle edizioni precedenti, nella terza vi è la novità della doppia esecuzione, già usata al Festival di Sanremo, per cui ogni canzone viene eseguita due volte da due artisti diversi.
L'edizione di quest'anno è vinta dalla canzone "L'amore se ne va" (Morina - D'Ercole - Melfa) nella doppia esecuzione di Carmelo Pagano e Luisa Casali. Il premio della critica dei giornalisti viene assegnato ex aequo a Lucio Dalla e Carmelo Pagano.
Le diciotto giurie sono dislocate in altrettante città, ed hanno 1080 voti a disposizione; gli organizzatori sono Angelo Faccenda e Maria Luisa Pisan.

## Elenco delle canzoni partecipanti
In grassetto le 14 canzoni finaliste
- - Cammelli e scorpioni - Louiselle (ARC) e Mario Zelinotti (Durium)
  - C'era un ragazzo che come me amava i Beatles e i Rolling Stones (testo di Franco Migliacci; musica di Mauro Lusini) - Gianni Morandi (RCA Italiana) e Mauro Lusini (ARC)
  - Ciao Italia - Gian Costello (Pathé) e Los Marcellos Ferial (Durium)
  - Come ritorna il giorno - Antonio Marchese (Fonit Cetra) e Roberta Mazzoni (Jolly)
  - Come Adriano - Don Backy (Clan Celentano) e I Ribelli (Clan Celentano)
  - Corri - Jimmy Fontana (RCA Italiana) e Mike Liddell & gli Atomi (ARC)
  - Così bambina - Guido e Maurizio (ARC) e The Sorrows (Pye Records)
  - È l'amore - Tony Cucchiara (Sprint) e Nelly Fioramonti (Durium)
  - Il mio amore è un capellone - Gilla (Style) e The Bad Boys (Style)
  - L'amore se ne va - Carmelo Pagano (RCA/Sconosciuti) e Luisa Casali (Fox)
  - La gente di campagna - Gabriella Ferri (Jolly) e I 7 Latini (Jolly)
  - La volpe - Paolo Bracci (Leader Records) e Lida Lù (Vis Radio)
  - Le campane del silenzio - Pooh (Vedette) e Roby Crispiano (Vedette) nota: il nome reale del brano è Brennero '66
  - Maria Maria - John Foster (Style) e Claudio Lippi (Bluebell)
  - Mille chitarre contro la guerra - Carmen Villani (Bluebell) e Umberto (Jolly)
  - Ora più che mai - Claudio Villa (Fonit Cetra) e Udo Jürgens (Jolly)
  - Ormai - Emilio Roy (RCA/Sconosciuti) e Leo Sardo (Style
  - Perdonala - Little Tony (Durium) e Franco Tozzi (Fonit Cetra)
  - Perdonami Maria - Lucia Altieri (Silver) e Sergio Bruni (La Voce del Padrone)
  - Per quanto io ci provi - Titti Bianchi (RCA/Sconosciuti) e The Motowns (RCA Italiana)
  - Quand'ero soldato - Lucio Dalla (ARC) e Paul Anka (RCA Italiana)
  - Quando il sole chiude gli occhi - Al Bano (La Voce del Padrone) e Pino Donaggio (Columbia)
  - Ti chiedo in nome dell'amore - Nicola Di Bari (Jolly) e Massiel (Jolly)
  - Tutti vanno via - Beppe Cardile (Durium) e Mario Trevi (Royal)
  - Una danza al chiaro di luna - Remo Germani (Jolly) e Isabella Iannetti (Durium)
  - Un riparo per noi - Nomadi (Columbia) e Sonia & le Sorelle (Pathé)
  - Vale più di noi - Ico Cerutti (Ciao! Ragazzi) e I Fuggiaschi (Ciao! Ragazzi)

## Classifica finale
1. Carmelo Pagano e Luisa Casali - L'amore se ne va

- Premio della critica pari merito  Lucio Dalla e  Carmelo Pagano - "Quand'ero Soldato" e "L'amore se ne va"
- Premio dell'Ente del Turismo: Carmen Villani e Umberto - Mille chitarre contro la guerra